# Флоренс Найтінгейл
Фло́ренс Найтінге́йл (англ. Florence Nightingale; 12 травня 1820, Флоренція — 13 серпня 1910, Лондон) — британська реформаторка сестринської справи, засновниця першої школи медичних сестер, письменниця, місіонерка, феміністка, громадська діячка. Організаторка і керівниця загону санітарок під час Кримської війни 1853–1856 років, під час якої вона організувала догляд за пораненими солдатами в Константинополі, статистик. До дня народження Найтінгейл приурочено Міжнародний день медичної сестри. Вважається національною героїнею Великої Британії. Увічнена на Поверху спадщини Джуді Чикаго. Вона значно зменшила рівень смертності завдяки покращенню гігієни та рівня життя. Найтінгейл надала медсестринству позитивну репутацію та стала іконою вікторіанської культури, особливо в образі «Пані з лампою», яка обходила поранених солдатів вночі.
Сучасні коментатори стверджують, що досягнення Найтінгейл під час Кримської війни були надмірно перебільшені засобами масової інформації того часу. Проте критики погоджуються з важливістю її подальшої роботи зі створення професійних ролей медсестер для жінок. У 1860 році вона заклала основу професійної медсестринської справи, заснувавши свою школу медсестер у лікарні Святого Томаса в Лондоні. Це була перша світська школа для медсестер у світі, яка зараз є частиною Королівського коледжу в Лондоні. На знак визнання її новаторської роботи в сестринській справі на її честь було названо клятву Найтінгейл, яку приймають нові медсестри, і медаль Флоренс Найтінгейл, найвищу міжнародну відзнаку, яку може отримати медсестра, а в день її народження відзначається щорічний Міжнародний день медичної сестри. Її соціальні реформи включали покращення охорони здоров'я для всіх верств британського суспільства, підтримку кращої допомоги голодуючим в Індії, допомогу у скасуванні законів про проституцію, які були суворими для жінок, і розширення прийнятних форм участі жінок у робочій силі.
Найтінгейл була новаторкою у статистиці; вона представляла свій аналіз у графічній формі, щоб спростити висновки та дії на основі даних. Вона відома тим, що використовувала секторні діаграми, також відомі як діаграми троянди Найтінгейл, які еквівалентні сучасним круговим гістограмам. Цей вид діаграм все ще регулярно використовується для унаочнювання даних.
Найтінгейл була надзвичайною і різнобічною письменницею. За її життя велика частина її опублікованих робіт була пов'язана з поширенням медичних знань. Деякі з її трактатів були написані простою англійською мовою, щоб їх могли легко зрозуміти люди з обмеженими літературними навичками. Вона також була однією з перших, хто візуалізував дані за допомогою інфографіки, ефективно використовуючи графічні представлення статистичних даних. Значна частина її творів, у тому числі її всебічна робота про релігію та містицизм, була опублікована лише посмертно.

## Раннє життя

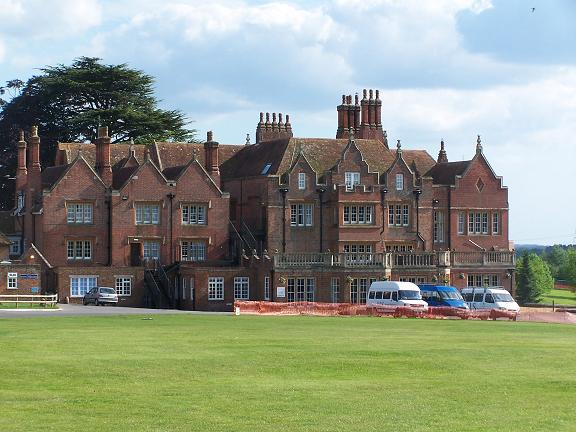
Емблі Парк у Гемпширі, нині школа, один із родинних будинків Вільям Найтінгейл

Флоренс Найтінгейл народилася 12 травня 1820 року в заможній та впливовій британській родині на віллі Коломбайя, у Флоренції, Тоскані, Італія, і була названа на честь міста свого народження. Старша сестра Флоренс, Френсіс Партенопа, так само була названа на честь свого місця народження, Партенопа, грецького поселення, яке зараз є частиною міста Неаполь. Сім'я повернулася до Англії в 1821 році, і Найтінгейл виховувалась в сімейних будинках в Емблі, Гемпшир, і Лі Герсті, Дербішир. 
Флоренс успадкувала ліберально-гуманітарні погляди від обох сторін своєї родини. Її батьками були Вільям Едвард Найтінгейл, народжений Вільям Едвард Шор (1794–1874) і Френсіс («Фанні») Найтінгейл (уродж. Сміт; 1788–1880). Мати Вільяма Мері (уродж. Еванс) була племінницею Пітера Найтінгейла, згідно з умовами заповіту якого Вільям успадкував його маєток у Лі Герсті та прийняв прізвище та герб Найтінгейлів. Батьком Фанні (дідом Флоренс по материнській лінії) був аболіціоніст і унітарист Вільям Сміт. Вихованням Найтінгейл займався її батько.
У документальному фільмі BBC повідомлялося, що «Флоренс і її старша сестра Партенопа скористалися передовими ідеями свого батька щодо жіночої освіти. Вони вивчали історію, математику, італійську мову, класичну літературу та філософію, і з раннього дитинства Флоренс, яка була більш академічною з них двох, виявила надзвичайну здатність збирати та аналізувати дані, яку вона успішно використає у подальшому житті».

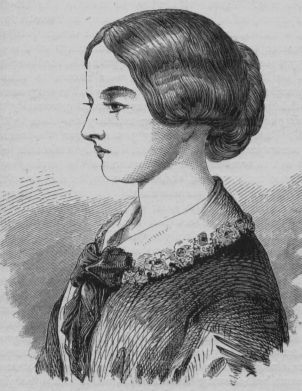
Молода Флоренс Найтінгейл

У 1838 році її батько взяв родину в тур по Європі, де вона познайомилася з паризькою господинею англійського походження Мері Кларк, з якою Флоренс потоваришувала. Вона писала, що «Кларкі» була чарівною господинею, яка мало дбала про свою зовнішність, і хоча її ідеї не завжди збігалися з ідеями її гостей, «вона була нездатна нікому набриднути». Її поведінка була роздратованою та ексцентричною, і вона мало поважала британських жінок вищого класу, яких вона вважала загалом незначними. Вона казала, що якщо їй дадуть вибір між бути жінкою чи рабом на галері, то вона вибере свободу на галерах. Вона взагалі відкидала жіноче товариство і проводила час з чоловіками-інтелектуалами. Однак у випадку з родиною Найтінгейл і, зокрема, Флоренс, Кларк зробила виняток. Вони з Флоренс залишалися близькими друзями протягом 40 років, незважаючи на різницю у віці в 27 років. Кларк продемонструвала, що жінки можуть бути рівними чоловікам; цієї ідеї Флоренс навчилася не від своєї матері.
У лютому 1837 року під час перебування в Емблі Парку Найтінгейл пережила перший із кількох досвідів, які вона вважала покликанням від Бога, що викликало сильне бажання присвятити своє життя служінню іншим. У юності вона з повагою ставилася до спротиву своєї родини її роботі медсестрою, і лише в 1844 році оголосила про своє рішення приєднатися до цієї справи. Незважаючи на гнів і страждання матері та сестри, вона відкинула очікувану роль жінки її статусу стати дружиною та матір'ю. Найтінгейл наполегливо працювала, щоб отримати освіту в мистецтві та науці медсестринства, незважаючи на спротив її родини та обмежувальний соціальний кодекс для заможних молодих англійок.

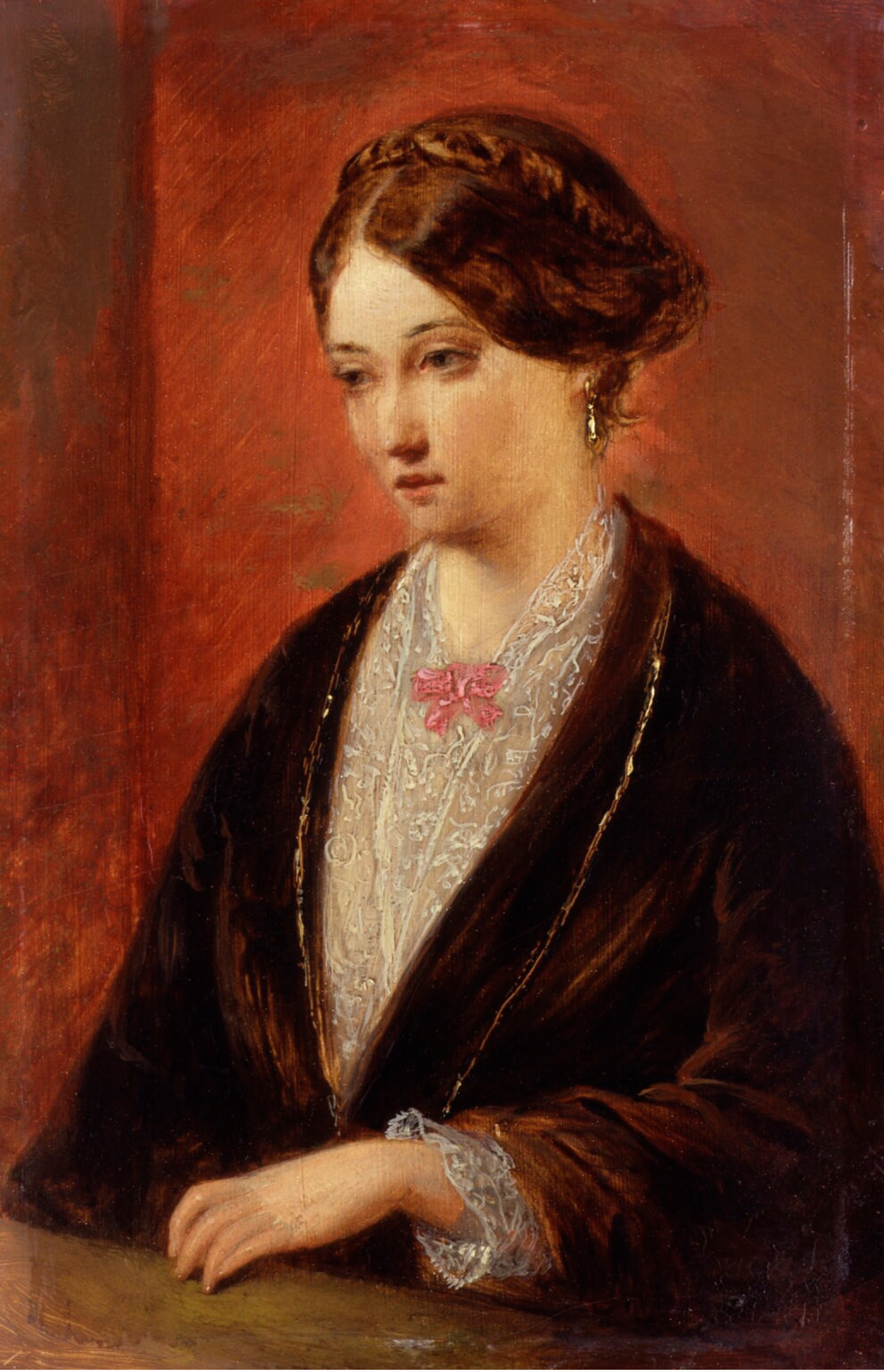
Зображення Найтінгейл Август Леопольд Егг, прибл. 1840-ті роки

У молодості Найтінгейл описували як привабливу, струнку та витончену. Хоча її поведінка часто була суворою, говорили, що вона була дуже чарівною та мала сяючу посмішку. Її найнаполегливішим залицяльником був політик і поет Річард Монктон Мілнс, але після дев'яти років залицянь вона відмовилася від нього, переконана, що шлюб перешкодив би їй здійснити свій намір допомагати у сфері медсестринства.
У Римі в 1847 році вона зустріла Сідні Герберта, політика, який був військовим міністром (1845–1846), і проводив свій медовий місяць у Римі. Він і Найтінгейл стали близькими друзями на все життя. Герберт стане військовим міністром під час Кримської війни, коли він і його дружина зіграють важливу роль у сприянні медсестринської роботі Найтінгейл у Криму. Вона стала ключовим радником Герберта протягом його політичної кар'єри, хоча деякі звинувачували її в тому, що вона прискорила смерть Герберта від хвороби Брайта в 1861 році через тиск, який чинила на нього її програма реформ. Найтінгейл також значно пізніше мала тісні стосунки з академіком Бенджаміном Джоветтом, який, можливо, бажав одружитися з нею.

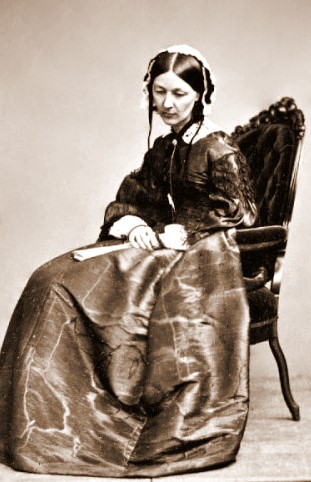
Найтінгейл, прибл. 1854 рік

Найтінгейл продовжила свої подорожі (тепер із Чарльзом і Селіною Брейсбрідж) аж до Греції та Єгипту. Перебуваючи в Афінах, Греція, Найтінгейл врятувала маленьку сову від групи дітей, які її мучили, і назвала цю сову Афіною. Найтінгейл часто носила сову в кишені, поки тварина не померла (незадовго до того, як Найтінгейл поїхала до Криму).
Її твори, зокрема, про Єгипет, є свідченням її освіченості, літературної майстерності та філософії життя. Пропливаючи до верхів'я Нілу, аж до Абу-Сімбела в січні 1850 року, вона написала про храми Абу-Сімбел: «піднесені у вищому стилі інтелектуальної краси, інтелект без зусиль, без страждань ... жодна риса не є правильною, але загальний ефект виражає духовну велич краще, ніж усе, що я можу уявити. Вони справляють таке враження, ніби тисячі голосів об'єдналися в одному єдиному одночасному почутті ентузіазму чи емоції, яке, як кажуть, може подолати навіть найсильнішого чоловіка».
У Фівах вона писала про те, що її «покликали до Бога», а через тиждень біля Каїра вона написала у своєму щоденнику (на відміну від своїх набагато довших листів, які її старша сестра Партенопа мала надрукувати після її повернення): «Бог покликав мене вранці і запитав мене, чи зроблю я добро тільки для нього, без репутації». Пізніше в 1850 році вона відвідала лютеранську релігійну громаду в Кайзерсверті-на-Рейні в Німеччині, де спостерігала за пастором Теодором Фліднером і дияконисами, які доглядали хворих і знедолених. Вона вважала цей досвід переломним моментом у своєму житті й опублікувала свої висновки анонімно в 1851 році; «Інститут Кайзерсверт-на-Рейні, для практичного навчання дияконис тощо» була її першою опублікованою роботою. Вона також пройшла чотири місяці медичної підготовки в інституті, яка лягла в основу її подальшої діяльності з догляду за хворими.
22 серпня 1853 року Найтінгейл зайняла посаду суперінтенданта в Інституті догляду за хворими жінками на Гарлі-стріт, Лондон, і займала цю посаду до жовтня 1854 року. Її батько надав їй річний дохід у розмірі 500 фунтів стерлінгів (приблизно 40 000 фунтів стерлінгів/65 000 доларів США за сучасними розрахунками), що дозволило їй жити комфортно та продовжувати свою кар'єру.

## Кримська війна

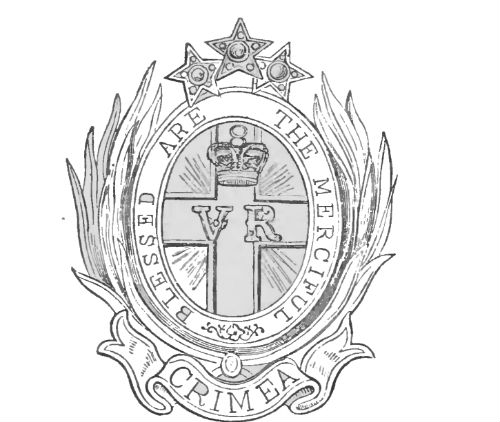
Відбиток ювелірного виробу, який був нагородою, присудженою Найтінгейл королевою Вікторією за її заслуги перед солдатами під час війни

Найвідоміший внесок Флоренс Найтінгейл відбувся під час Кримської війни, яка стала її головним напрямком діяльності, коли до Британії надійшли повідомлення про жахливі умови утримання поранених у військовому госпіталі на азійському боці Босфору, навпроти Константинополя, у Скутарі (сучасний Ускюдар в Стамбулі). Англія і Франція вступили у війну проти Росії на боці Османської імперії. 21 жовтня 1854 року вона та персонал із 38 жінок-медсестер-добровольців, у тому числі її головна медсестра Еліза Робертс та її тітка Мей Сміт, а також 15 католицьких черниць (мобілізованих Генрі Едвардом Меннінгом) були відправлені (за дозволом Сідні Герберт) до Османської імперії. По дорозі Найтінгейл в Парижі допомагала її подруга Мері Кларк. Медсестри-волонтери працювали приблизно за 295 морських миль (546 км) від головного британського табору на іншому боці Чорного моря в Балаклаві, в Криму.

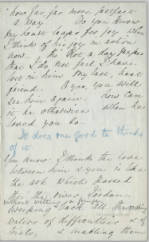
Лист Найтінгейл до Мері Елізабет Мол, 1881 рік

Найтінгейл прибула до казарм Селіміє в Скутарі на початку листопада 1854 року. Її команда виявила, що поганий догляд за пораненими солдатами пояснювався перевантаженістю медичного персоналу, який працював у важких умовах, незважаючи на байдужість офіційних осіб. Не вистачало ліків, нехтували гігієною, були поширені масові інфекції, багато з яких були смертельними. Не було обладнання для обробки їжі для пацієнтів:
Ця тендітна молода жінка... оточила своєю турботою хворих трьох армій.— La guerre de Crimée, les campements, les abris, les ambulances, les hôpitaux, p. 104.
Після того, як Найтінгейл надіслала прохання в Таймс про урядове рішення щодо поганих умов закладів, британський уряд доручив Ісамбарду Кіндому Брунелю розробити проект збірної лікарні, яку можна було б побудувати в Англії та відправити до Дарданелл. Результатом стала лікарня Ренкьой, цивільний заклад, який під керівництвом Едмунда Олександра Паркса мав рівень смертності менший, ніж одна десята від рівня Скутарі.
Стівен Пейджет у Національному біографічному словнику стверджував, що Найтінгейл знизила рівень смертності з 42 % до 2 %, або шляхом вдосконалення гігієни власноруч, або шляхом звернення до Санітарної комісії. Наприклад, Найтінгейл запровадила миття рук у лікарні, де вона працювала.

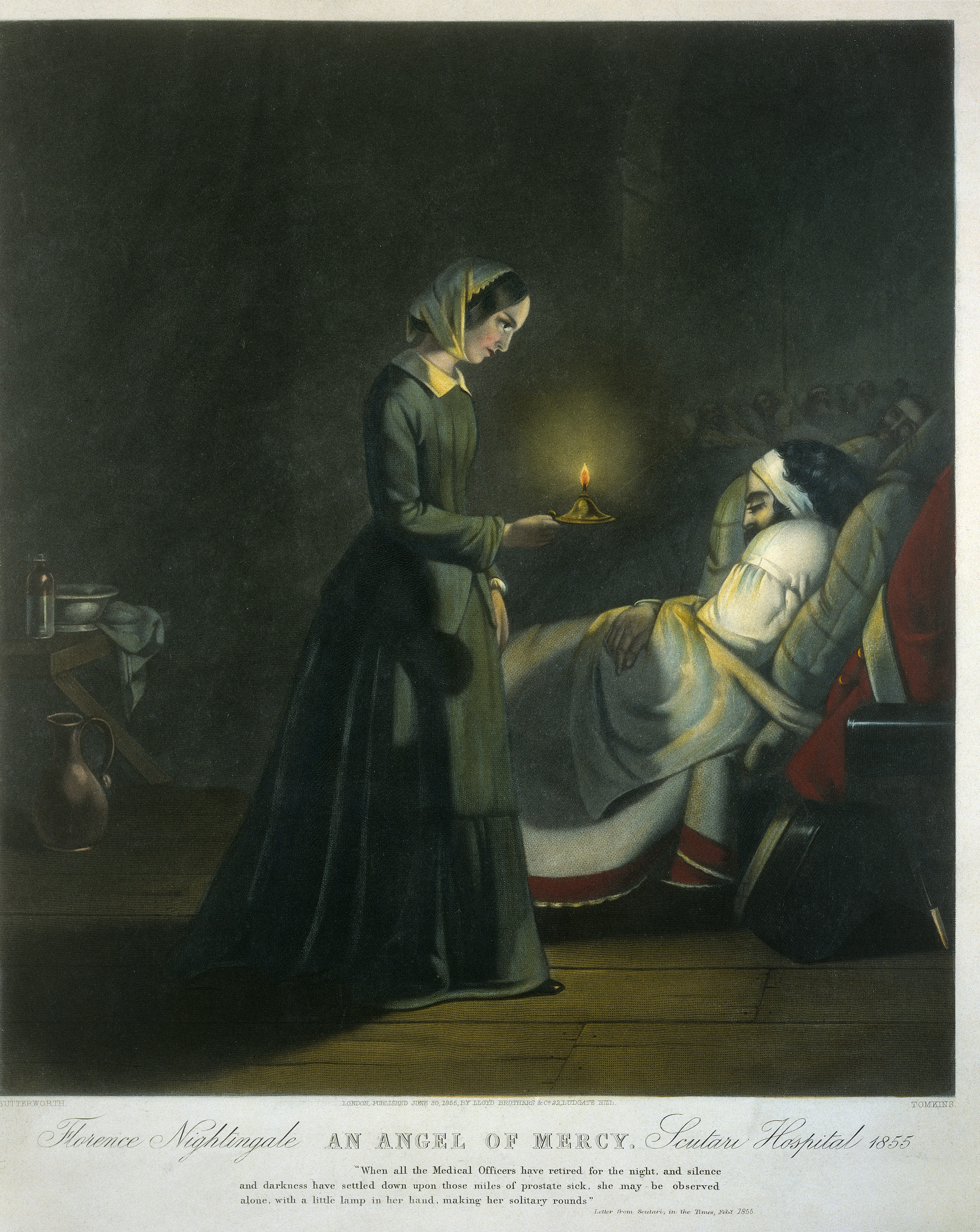
Флоренс Найтінгейл, ангел милосердя. Лікарня Скутарі, 1855 рік

Під час її першої зими в Скутарі там загинуло 4077 солдатів. Від таких хвороб, як тиф, черевний тиф, холера, та дизентерія, померло в десять разів більше солдатів, ніж від бойових поранень. Через перевантаженість, несправні  каналізаційні системи та відсутність вентиляції британський уряд був змушений відправити Санітарну комісію до Скутарі у березні 1855 року, майже через шість місяців після прибуття Найтінгейл. Комісія прочистила каналізаційну систему та покращила вентиляцію. Рівень смертності різко впав, але вона ніколи не претендувала на заслуги в зниженні рівня смертності. Головна медсестра Еліза Робертс доглядала за Найтінгейл під час її важкої хвороби в травні 1855 року.
У 2001 та 2008 роках BBC випустила документальні фільми, які критикували діяльність Найтінгейл під час Кримської війни, як і деякі статті, опубліковані після виходу фільмів, в Ґардіан та Sunday Times. Дослідниця роботи Найтінгейл Лінн Макдональд відхилила ці критику як «зазвичай абсурдну», стверджуючи, що вона не підтверджується первинними джерелами.
Найтінгейл усе ще вважала, що високі показники смертності були спричинені поганим харчуванням, відсутністю постачань, застоєм повітря та перевтомою солдатів. Після повернення до Британії та початку роботи над матеріалами для Королівської комісії зі здоров'я армії вона дійшла висновку, що основною причиною смерті солдат у госпіталі були погані умови лікування та догляду. Цей досвід вплинув на її подальшу кар'єру, коли вона відстоювала важливість санітарних умов лікування та догляду. Як результат своєї роботи, Флоренс Найтінгейл зменшила рівень смертності серед солдат під час мирного часу та переключила свою увагу на проектування лікарень з урахуванням санітарних вимог та впровадження санітарії в будинках робітничого класу (див. Статистика і санітарна реформа).

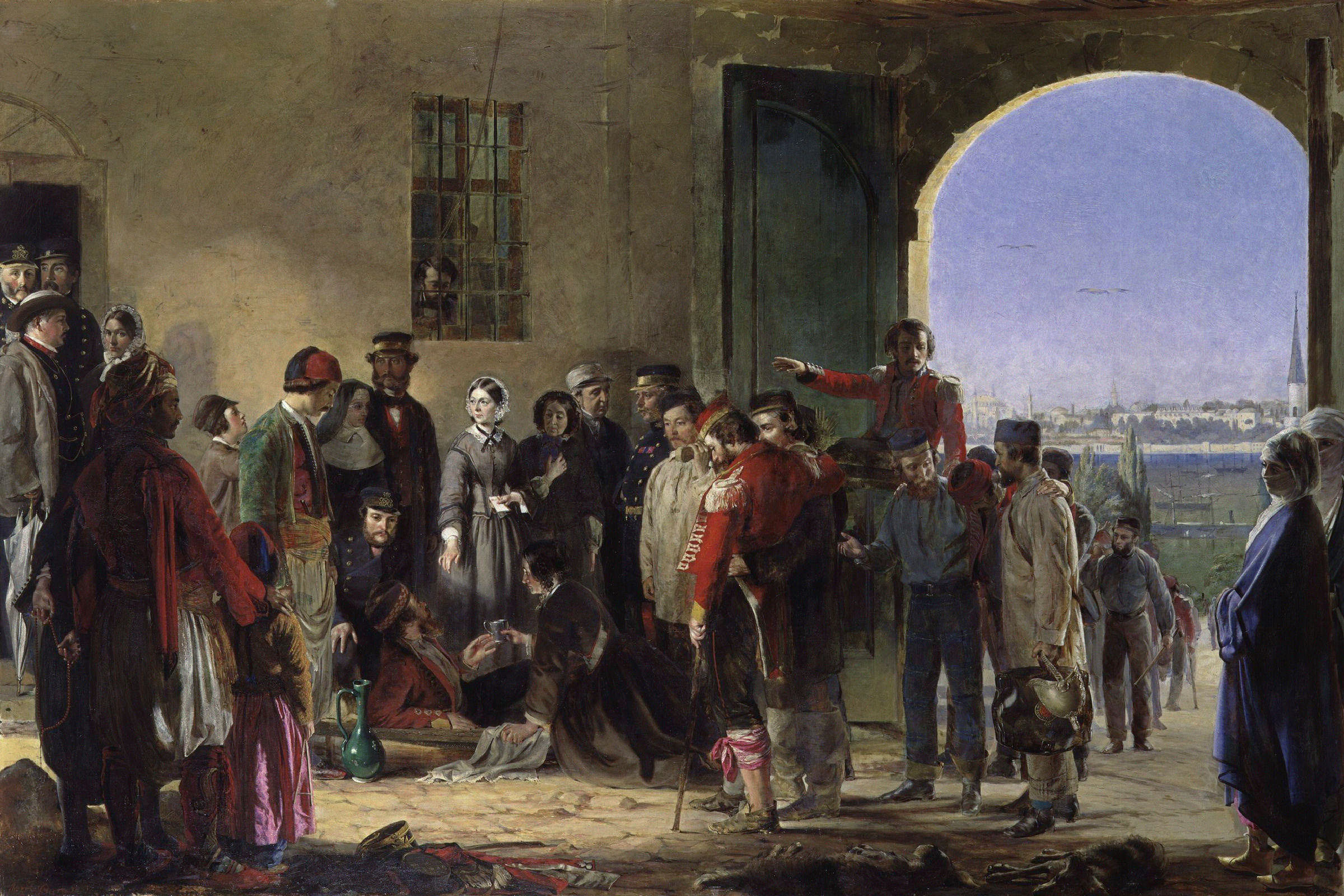
Місія милосердя: Флоренс Найтінгейл приймає поранених у Скутарі (Джеррі Баррет, 1857 рік)

Згідно з деякими вторинними джерелами, у Найтінгейл були холодні стосунки зі своєю колегою-медсестрою Мері Сікол, яка керувала готелем/лікарнею для офіцерів. У власних мемуарах Сікол, Дивовижні пригоди місіс Сікол у багатьох країнах, згадується лише одна, дружня, зустріч з нею, коли вона попросила місце для ночівлі, і її прохання було задоволено; Сікол перебувала в Скутарі по дорозі до Криму, щоб приєднатися до свого ділового партнера та розпочати власну справу. Однак Сікол зазначила, що коли вона спробувала приєднатися до групи Найтінгейл, вона отримала відмову від представника групи, і Сікол дійшла висновку, що в основі цієї відмови лежить расизм. Найтінгейл розповіла свояку в приватному листі, що її турбує зв'язок між її роботою та бізнесом Сікол, стверджуючи, що хоча «вона була дуже доброю до чоловіків і, що важливіше, до офіцерів — і зробила щось добре, (вона) також багатьох напоїла». Як повідомляється, Найтінгейл написала: «Мені було найважче відхилити спроби Сікол і повністю запобігти спілкуванню між її місією та моїми медсестрами (абсолютно немислимий варіант!) ... Будь-хто, хто найме Сікол, знайде багато доброти — але також багато пияцтва та неприйнятної поведінки». З іншого боку, Сікол сказала французькому шеф-кухарю Алексісу Соєру: «Ви повинні знати, пане Соєр, що міс Найтінгейл дуже мене любить. Коли я проїжджала через Скутарі, вона дуже люб'язно надала мені харчування та житло».
Прибуття двох хвиль ірландських черниць, Сестер Милосердя, для допомоги у медсестринських обов'язках у Скутарі викликали різні реакції з боку Найтінгейл. Мері Клер Мур очолила першу хвилю і підпорядкувала себе та своїх сестер Найтінгейл. Вони залишилися подругами на все життя. Друга хвиля, очолювана Мері Френсіс Бріджмен зустріла більш прохолодний прийом, оскільки Бріджмен відмовилася підпорядкувати своїх Сестер Найтінгейл, якій вона не довіряла і вважала амбітною.

### Пані з лампою

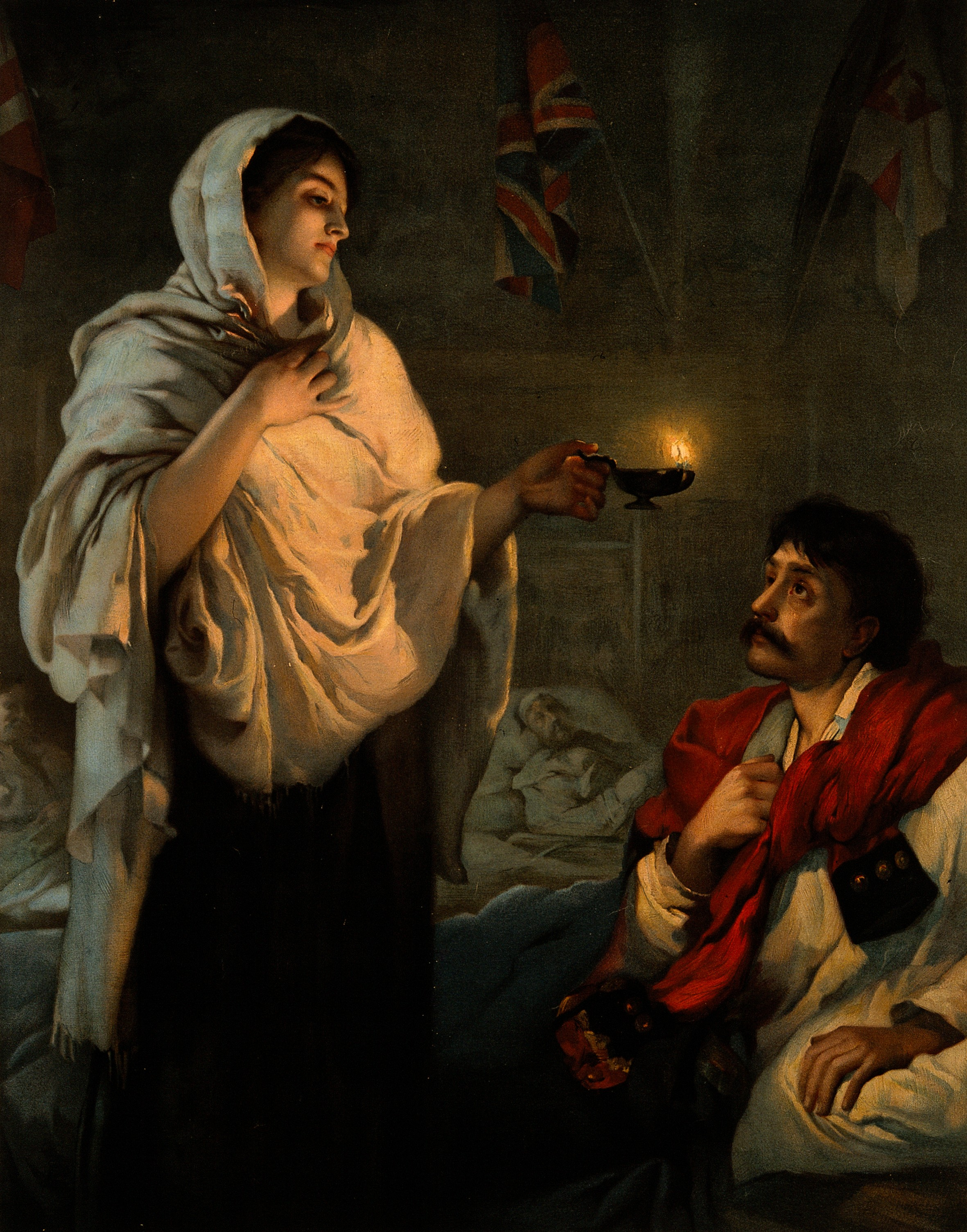
Міс Найтінгейл у Скутарі, 1854 рік. Популярна літографічна репродукція картини Найтінгейл Генрієтти Рей, 1891 рік.

Під час Кримської війни Найтінгейл отримала прізвисько «Пані з лампою» на основі повідомлення в Таймс:
Вона є «янголом-служителем» без жодної перебільшення в цих госпіталях, і коли її струнка постать тихо ковзає вздовж кожного коридору, обличчя кожного бідолахи пом'якшується від вдячності при її вигляді. Коли всі медичні працівники розходяться на ніч, а тиша й темрява опускається на ті милі лежачих хворих, її можна спостерігати саму, з маленькою лампою в руці, яка здійснює свої самітні обходи.— William Russell, Cited in Cook, E. T. (1913). The Life of Florence Nightingale. Vol. 1, p. 237.
Ця фраза була ще більше популяризована віршем Генрі Лонгфелло 1857 року «Санта Філомена»:
О! У тому будинку страждання

Я бачу пані з лампою,

Яка проходить крізь мерехтливий морок,

І мчить з кімнати до кімнати.
Військові прозвали Найтінгейл «пані з молотком» після того, як вона за допомогою молотка відкрила замкнене сховище, щоб дістати ліки для лікування поранених. 
Однак, Рассел вважав, що така поведінка не личить пані, і винайшов альтернативу, яка призвела до появи образу «Пані з лампою».

## Пізніша кар'єра
У Криму 29 листопада 1855 року під час публічного зібрання для визнання заслуг Найтінгейл за її роботу під час війни було створено Фонд Найтінгейл для навчання медсестер. 
Було отримано багато щедрих пожертв. Сідні Герберт був почесним секретарем фонду, а головою був герцог Кембриджський. У своїх листах 1856 року вона описала курорти в Османській імперії, деталізуючи стан здоров'я, фізичні описи, дієтичну інформацію та інші життєво важливі подробиці пацієнтів, яких вона туди направляла. Вона зазначила, що лікування там значно дешевше, ніж у Швейцарії.

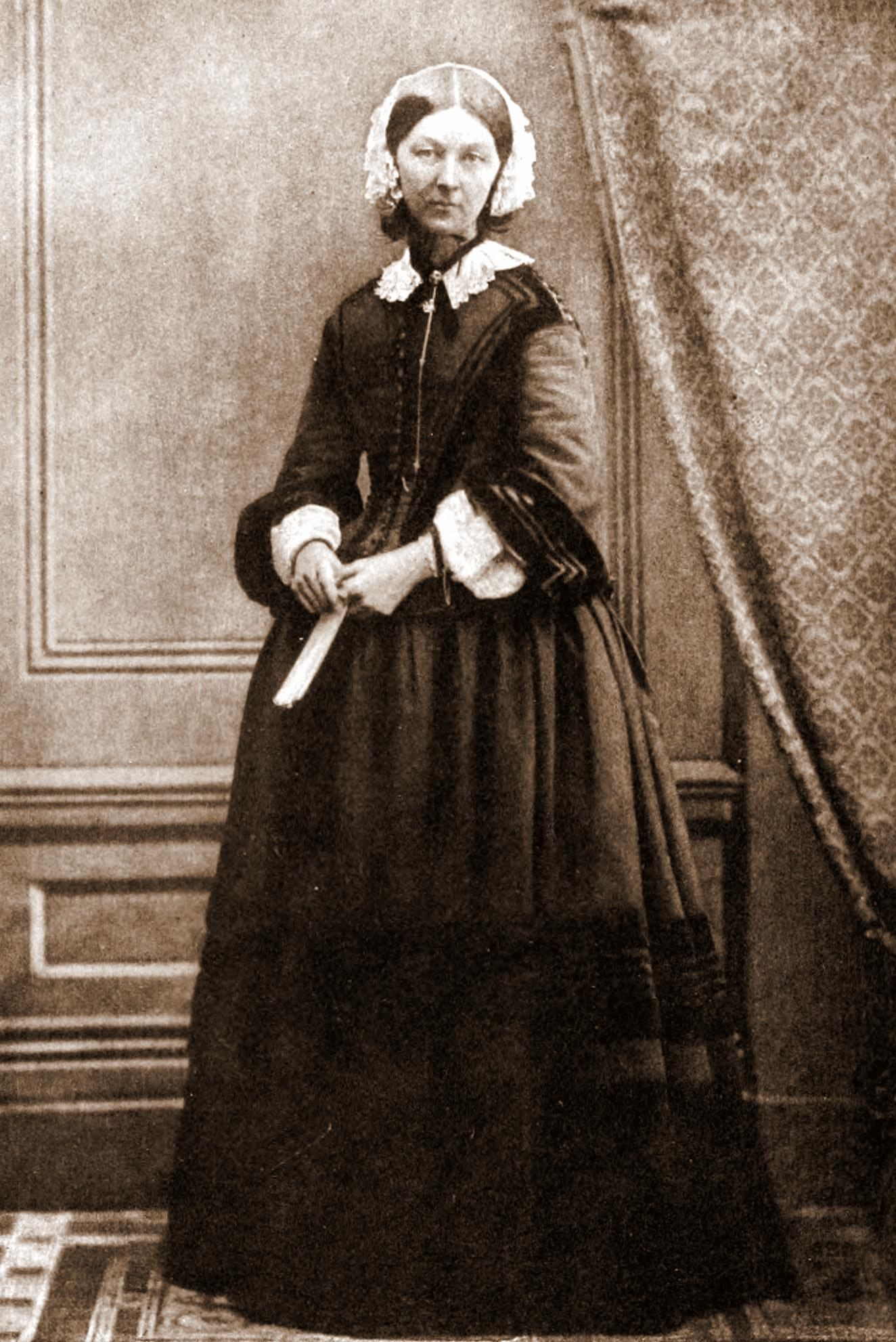
Найтінгейл, прибл. 1858 рік, Гудмен

Найтінгейл мала у своєму розпорядженні 45 000 фунтів стерлінгів від Фонду імені Найтінгейл для створення першої школи медсестер — школи підготовки імені Найтінгейл, у лікарні Святого Томаса 9 липня 1860 року. Перші медсестри, навчені Найтінгейл, почали роботу 16 травня 1865 року в лазареті Ліверпульського будинку праці. Зараз школа називається Факультет медсестринства та акушерства Флоренс Найтінгейл і є частиною Королівського коледжу Лондона. У 1866 році вона сказала, що Королівська лікарня Бакінгемшира в Ейлсбері поблизу будинку її сестри Клейдон Хаус буде «найкрасивішою лікарнею в Англії», а в 1868 році назвала її «чудовою моделлю для наслідування».

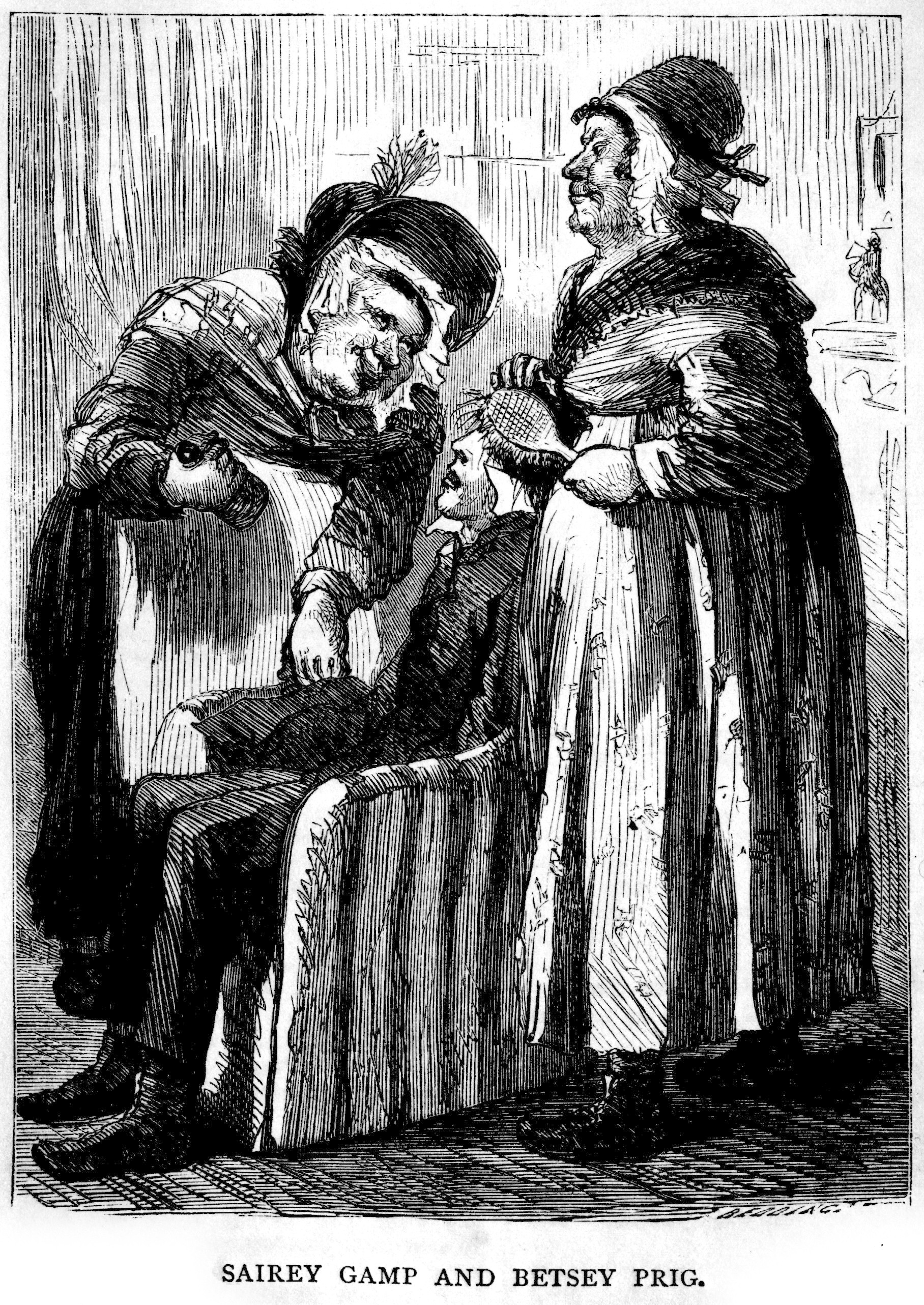
Ілюстрація до Мартіна Чезлвіта Чарльза Діккенса. Медсестра Сара Ґемп (ліворуч) стала стереотипом ненавчених і некомпетентних медсестер ранньої вікторіанської епохи, до реформ Найтінгейл.

Найтінгейл написала Нотатки про медсестринство (1859). Книга стала наріжним каменем навчальної програми в школі Найтінгейл та інших школах для медсестер, хоча вона була написана спеціально для навчання тих, хто доглядає за хворими вдома. 
Найтінгейл написала: «Повсякденні знання з гігієни, або знання про догляд за хворими, або, іншими словами, знання про те, як привести тіло до стану, в якому воно не буде хворіти, або зможе одужати від хвороби, займають все більш важливе місце. Вони визнані знаннями, якими повинен володіти кожен — на відміну від медичних знань, якими можуть володіти лише фахівці».
Нотатки про медсестринство також добре продавалися серед широкої читацької аудиторії і вважаються класичним вступом до медсестринства. Найтінгейл присвятила решту свого життя популяризації та організації професії медсестер. У вступі до видання 1974 року Джоан Квікслі з школи медсестер Найтінгейл написала: «Ця книга була першою в своєму роді, коли-небудь написаною. Вона з'явилася в той час, коли прості правила здоров'я тільки починали пізнавати, коли її тематика була життєво важливою не тільки для добробуту та одужання пацієнтів, коли лікарні були пронизані інфекцією, коли медсестер здебільшого вважали необізнаними та неосвіченими. Книга, неминуче, займає своє місце в історії медсестринства, оскільки її написала засновниця сучасного медсестринства».
Як продемонстрував Марк Бострідж, одним із найвидатніших досягнень Найтінгейл було введення навчених медсестер до системи будинків праці у Британії починаючи з 1860-х років. Це означало, що хворими жебраками більше не опікувалися інші працездатні жебраки, а належним чином навчені медсестри. У першій половині 19 століття медсестрами були, як правило, колишні служниці або вдови, які не знайшли іншої роботи і тому були змушені заробляти на життя, працюючи медсестрою. Чарльз Діккенс карикатурно зобразив рівень догляду у своєму романі Мартін Чезлвіт, опублікованому в 1842-1843 роках, в постаті Сари Ґемп — некомпетентної, недбалої, залежної від алкоголю та корумпованої людини. За словами Керолайн Вортінгтон, директорки музею Флоренс Найтінгейл, «Коли вона [Найтінгейл] починала, не було такого поняття, як догляд за хворими. Персонаж Діккенса Сара Ґемп, якій більше подобалося пити джин, ніж доглядати за своїми пацієнтами, була лише невеликим перебільшенням. Лікарні були місцями останньої надії, де на підлозі лежала солома для вбирання крові. Флоренс змінила догляд за хворими, коли повернулася [з Криму]. Вона мала доступ до людей на високих посадах і використовувала його, щоб досягти результатів. Флоренс була впертою, самовпевненою та відвертою, але вона мала бути такою, щоб досягти всього, що вона зробила».

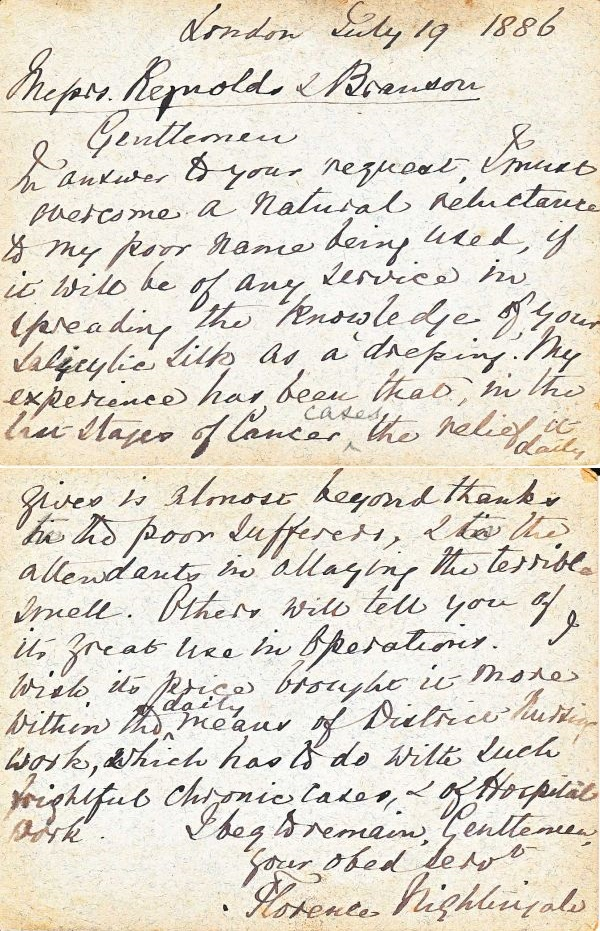
Лист Найтінгейл, яка виступає за використання саліцилової кислоти, антисептика, у перев'язках для хворих на рак, 1886 рік.

Хоча іноді кажуть, що Найтінгейл заперечувала теорію інфекції протягом усього свого життя, біографія 2008 року не погоджується з цим, стверджуючи, що вона просто була проти попередника теорії мікробів, відомого як контагіозність. Ця теорія стверджувала, що хвороби можуть передаватися лише через дотик. До експериментів середини 1860-х років Пастера і Лістера, майже ніхто не сприймав мікробну теорію серйозно; навіть після цього багато практикуючих лікарів не були переконані. Бострідж зазначає, що на початку 1880-х років Найтінгейл написала статтю для підручника, в якій пропагувала суворі запобіжні заходи, спрямовані, за її словами, на знищення мікробів. Роботи Найтінгейл послужили натхненням для медсестер під час громадянської війни в США. Союзний уряд звернувся до неї за порадою щодо організації польової медицини. Її ідеї надихнули волонтерський орган Санітарної комісії США.
Найтінгейл пропагувала автономне керівництво в сфері медсестринства та новий підхід, коли старші медсестри мали повний контроль та дотримання порядку серед персоналу медсестер. Сумно відома «суперечка у лікарні Гая» в 1879–1880 роках між старшою медсестрою Маргарет Берт і медичним персоналом лікарні підкреслила, як іноді лікарі відчували, що старші медсестри в новому підході Найтінгейл кидають виклик їхньому авторитету. Це не був поодинокий епізод, і інші старші медсестри стикалися з подібними проблемами, наприклад Єва Лакес.
У 1870-х роках Найтінгейл була наставницею Лінди Річардс, «першої медсестри в Америці», і допомогла їй повернутися до Сполучених Штатів з відповідною підготовкою та знаннями для створення високоякісних шкіл для медсестер. Річардс стала піонером медсестринства у США та Японії.

До 1882 року кілька медсестер Найтінгейл стали старшими медсестрами в кількох провідних лікарнях, у тому числі в Лондоні (лікарня Святої Марії, лікарня Вестмінстера, Лікарня Сент-Мерілебон і Королівська лікарня для осіб з порушеннями нервової системи у Путні) та по всій Британії (Королівська лікарня Вікторії, Нетлі; Королівський лазарет Единбурга; лазарет Камберленду і Королівський лазарет Ліверпуля), а також у лікарні Сіднею в Новому Південному Уельсі, Австралія.

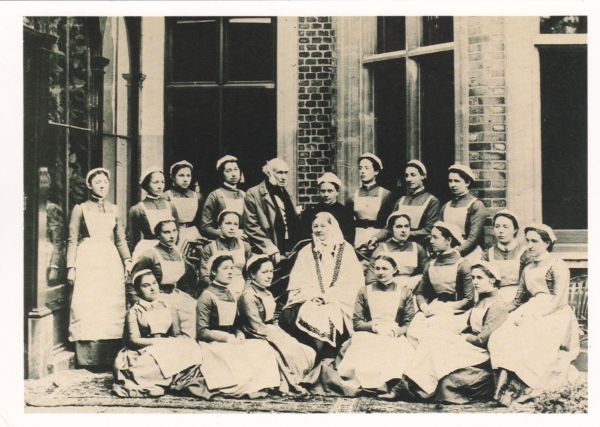
Флоренс Найтінгейл (в центрі) у 1886 році з міс Мері Кросленд із Факультет медсестринства та акушерства Флоренс Найтінгейл, Сер Гаррі Верні, 2-й баронет та групою медсестер Найтінгейл із Лікарня Святого Томаса. Фото зроблено біля Клейдон Хаус, Бакінгемшир.

У 1883 році Найтінгейл стала першою лауреаткою Королівського Червоного Хреста. У 1904 році вона була призначена Леді Милосердя Ордену Святого Іоанна.
У 1907 році вона стала першою жінкою, нагородженою  орденом «За заслуги». У наступному році вона отримала звання Свободи міста Лондонського Сіті.
Її день народження тепер святкується як Міжнародний день медичної сестри, а також як Міжнародний день підвищення обізнаності 12 травня.
Починаючи з 1857 року Найтінгейл була періодично прикута до ліжка і страждала від депресії. Сучасна біографія вказує бруцельоз та асоційований спондиліт як причину. Сьогодні більшість авторитетних джерел визнають, що Найтінгейл страждала від особливо важкої форми бруцельозу, наслідки якого почали зникати лише на початку 1880-х років. Незважаючи на свої симптоми, вона залишалася феноменально продуктивною в соціальних реформах. Протягом років, коли Найтінгейл була прикута до ліжка, вона також виконала новаторську роботу в області планування лікарень, і ця робота швидко поширилася в Британії та світі. Ефективність роботи Найтінгейл значно сповільнилася в останнє десятиліття. У той період вона писала дуже мало через сліпоту та зниження розумових здібностей, хоча все ще зберігала інтерес до поточних справ.

## Стосунки

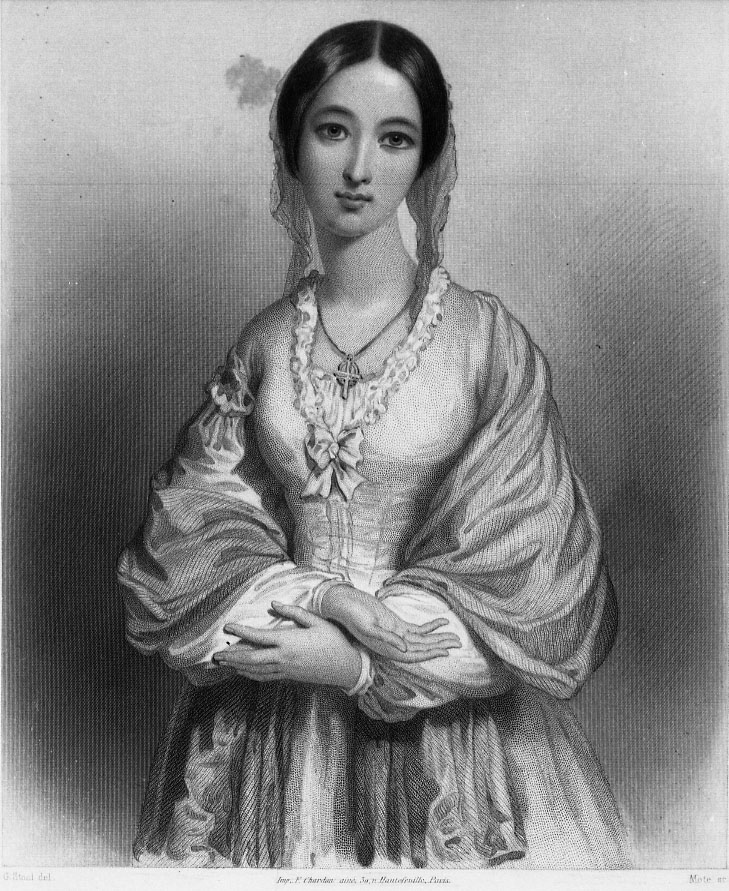
Флоренс Найтінгейл Чарльза Стала, гравюра Г. Х. Моута, використана в Флоренс Найтінгейл Мері Коуден Кларк (1857)

Хоча велика частина роботи Найтінгейл покращила долю жінок у всьому світі, Найтінгейл вважала, що жінки жадають симпатії та не такі здатні, як чоловіки. Вона критикувала ранніх захисниць жіночих прав за те, що вони скаржилися на нібито брак кар'єрних можливостей для жінок у той час, як прибуткові медичні посади під керівництвом Найтінгейл та інших постійно залишалися незаповненими. Вона віддавала перевагу дружбі з впливовими чоловіками, наполягаючи на тому, що вони зробили більше, ніж жінки, щоб допомогти їй досягти своїх цілей: «Я ніколи не зустріла жодної жінки, яка б змінила своє життя хоча б на одну йоту через мене чи мої погляди». Вона часто називала себе в чоловічому роді, наприклад, «людина дії» (англ. a man of action) і «людина справи» (англ. a man of business).
Однак у неї було кілька важливих і тривалих дружніх стосунків з жінками. У подальшому житті вона підтримувала тривале листування з ірландською черницею Мері Клер Мур, з якою вона працювала в Криму. Її найулюбленішою довіреною особою була Мері Кларк, англійка, з якою вона познайомилася в Парижі в 1837 році і підтримувала зв'язок протягом усього життя.
Деякі дослідники життя Найтінгейл вважають, що вона залишалася цнотливою все своє життя, можливо тому, що відчувала релігійне покликання до своєї кар’єри.

## Смерть

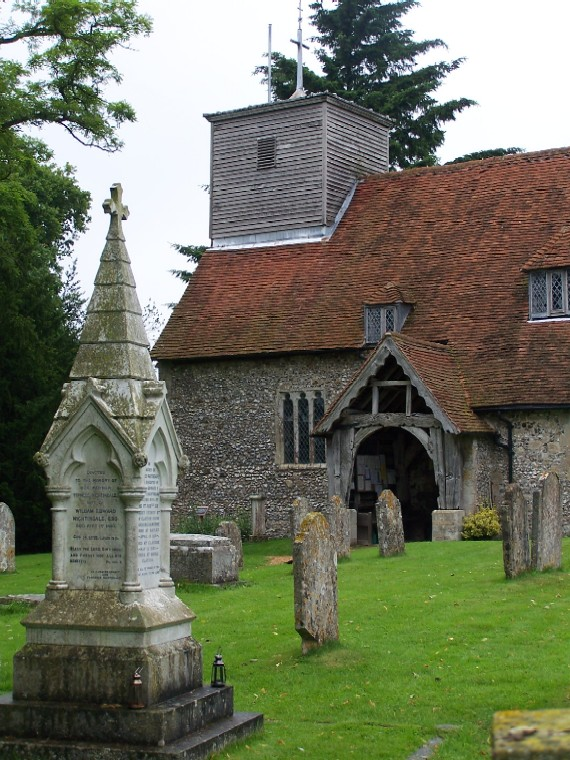
Могила Флоренс Найтінгейл на цвинтарі церкви Св. Маргарет, Веллоу, Гемпшир, Гемпшир

Флоренс Найтінгейл померла мирно уві сні у своїй кімнаті за адресою 10 Саут-стріт, Мейфейр, Лондон, 13 серпня 1910 року у віці 90 років. Її родичі відхилили пропозицію поховати її у Вестмінстерському абатстві, і вона була похована на церковному цвинтарі церкви Св. Маргарити в Іст-Веллоу, Гемпшир, поблизу парку Емблі, з меморіалом, що містить лише її ініціали та дати народження та смерті. Вона залишила велику кількість робіт, включаючи кілька сотень нотаток, які раніше не публікувалися. Пам'ятник Найтінгейл був створений з каррарського мармуру Френсісом Вільямом Сарджентом у 1913 році та встановлений у монастирі базиліки Санта-Кроче у Флоренції, Італія.

## Внесок

### Статистика і санітарна реформа
Флоренс Найтінгейл з раннього дитинства виявила здібності до математики та досягла успіхів у цьому предметі під опікою свого батька. Пізніше Найтінгейл стала новаторкою у візуальному представленні інформації та статистичних графіків. Вона використовувала такі методи, як секторна діаграма, яка вперше була розроблена Вільямом Плейфером у 1801 році. Хоча зараз він є поширеним, на той час це був відносно новий метод представлення даних.
Дійсно, Найтінгейл називають «справжньою новаторкою у візуальному представленні статистики» і вона особливо добре відома своїм використанням секторних діаграм:107, також відомих як діаграми троянди Найтінгейл, які еквівалентні сучасним круговим гістограмам, для ілюстрації сезонних джерел смертності пацієнтів у військовому польовому госпіталі, яким вона керувала. Хоча Найтінгейл часто приписують створення секторних діаграм, відомо, що їх використовував Андре-Мішель Геррі ще у 1829 році і Леон Луї Лаланн до 1830 року. Найтінгейл називала збірку таких діаграм «коксомбом» (англ. coxcomb — півень), але пізніше цей термін часто використовувався для позначення окремих діаграм. Вона широко використовувала «коксомби», щоб представити звіти про природу та масштаби умов медичної допомоги під час Кримської війни членам парламенту та державним службовцям, які навряд чи читали чи розуміли традиційні статистичні звіти. У 1859 році Найтінгейл була обрана першою жінкою-членом Королівського статистичного товариства. У 1874 році вона стала почесним членом Американської статистичної асоціації.

«Діаграма причин смертності в армії на Сході» Флоренс Найтінгейл

Увага Флоренс Найтінгейл зосередилася на здоров'ї британської армії в Індії і вона продемонструвала, що причиною високого рівня смертності є погане водовідведення, забруднена вода, переповнення приміщень і погана вентиляція. Після доповіді Королівська комісія з питань Індії (1858–1863), яка включала малюнки її двоюрідної сестри, художниці Гіларі Бонем Картер, з якою жила Найтінгейл, Найтінгейл дійшла висновку, що здоров'я армії та народу Індії мали були нерозривно пов'язані, і тому провела кампанію за покращення санітарних умов країни в цілому.
Найтінгейл провела всебічне статистичне дослідження санітарії в індійському сільському житті та була провідною фігурою в запровадженні покращеної медичної допомоги та служби громадського здоров'я в Індії. У 1858 і 1859 роках вона успішно лобіювала створення Королівської комісії з ситуації в Індії. Два роки потому вона надала звіт комісії, яка завершила власне дослідження у 1863 році. «Після 10 років санітарної реформи в 1873 році Найтінгейл повідомила, що смертність серед солдатів в Індії впала з 69 до 18 на 1000»:107.
Королівська санітарна комісія 1868–1869 рр. надала Найтінгейл можливість наполягати на обов'язковій санітарії в приватних будинках. Вона лобіювала відповідального міністра Джеймса Стенсфельда посилити запропонований законопроект про охорону здоров'я, щоб власники існуючих об'єктів власності мали оплачувати підключення до централізованої каналізації. Посилені законодавчі акти були прийняті у формі законів про громадське здоров'я 1874 та 1875 років. Водночас вона об'єднала зусилля з санітарним реформатором у відставці Едвіном Чедвіком, щоб переконати Стенсфельда передати повноваження щодо дотримання закону місцевим органам влади, усунувши центральний контроль з боку медичних технократів. Її статистичні дані Кримської війни переконали її, що немедичні підходи були ефективнішими, враховуючи рівень знань того часу. Зараз історики вважають, що і водовідведення, і посилення контролю дотримання законів про громадське здоров'я зіграли вирішальну роль у збільшенні середньої очікуваної тривалості життя в країні на 20 років між 1871 і серединою 1930-х років, протягом якого медична наука не мала впливу на найбільш смертельні епідемічні захворювання.

### Сестринська справа

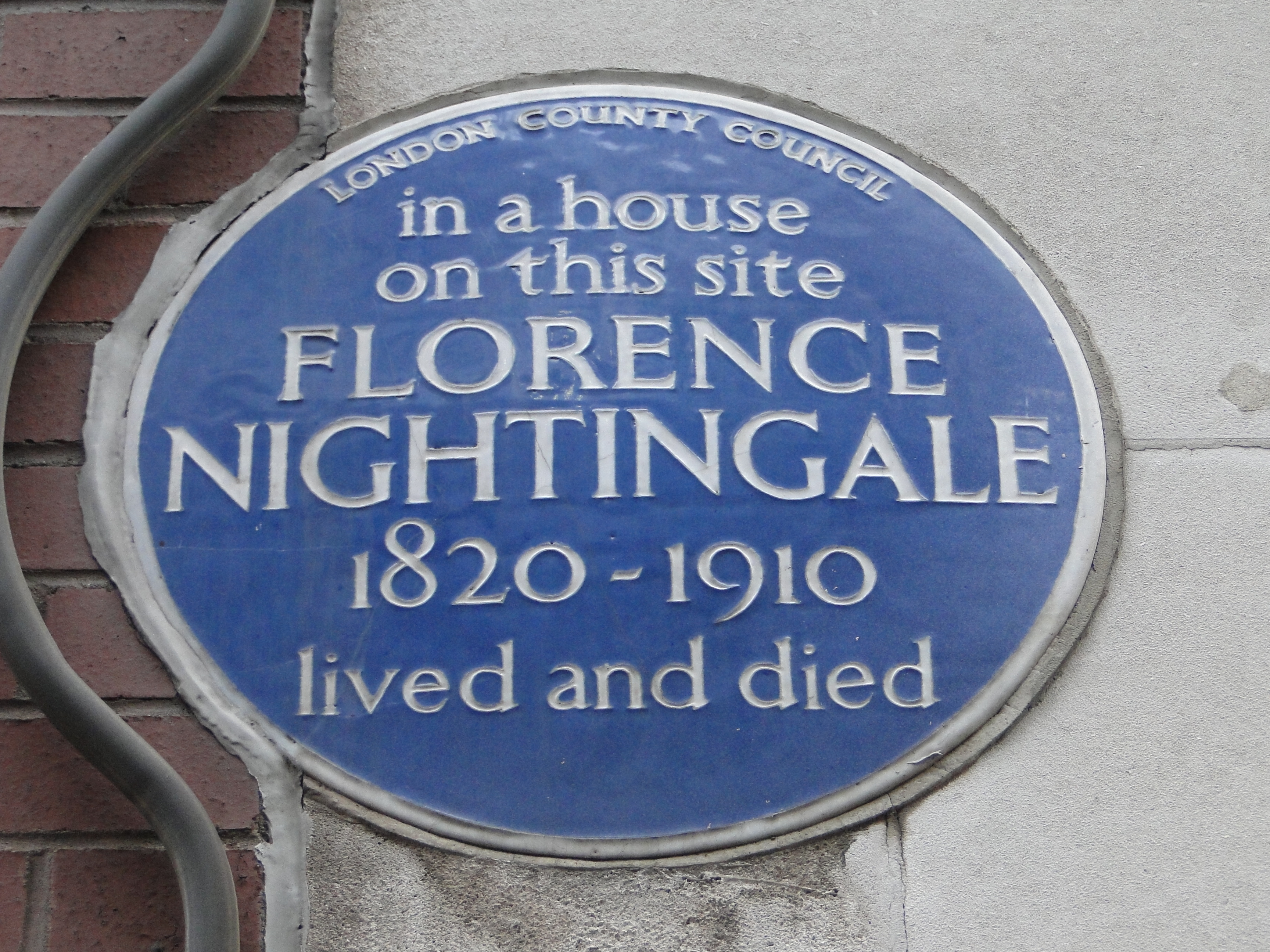
Синя табличка на честь Найтінгейл на Саут-стріт, Мейфейр, Мейфейр, Лондон

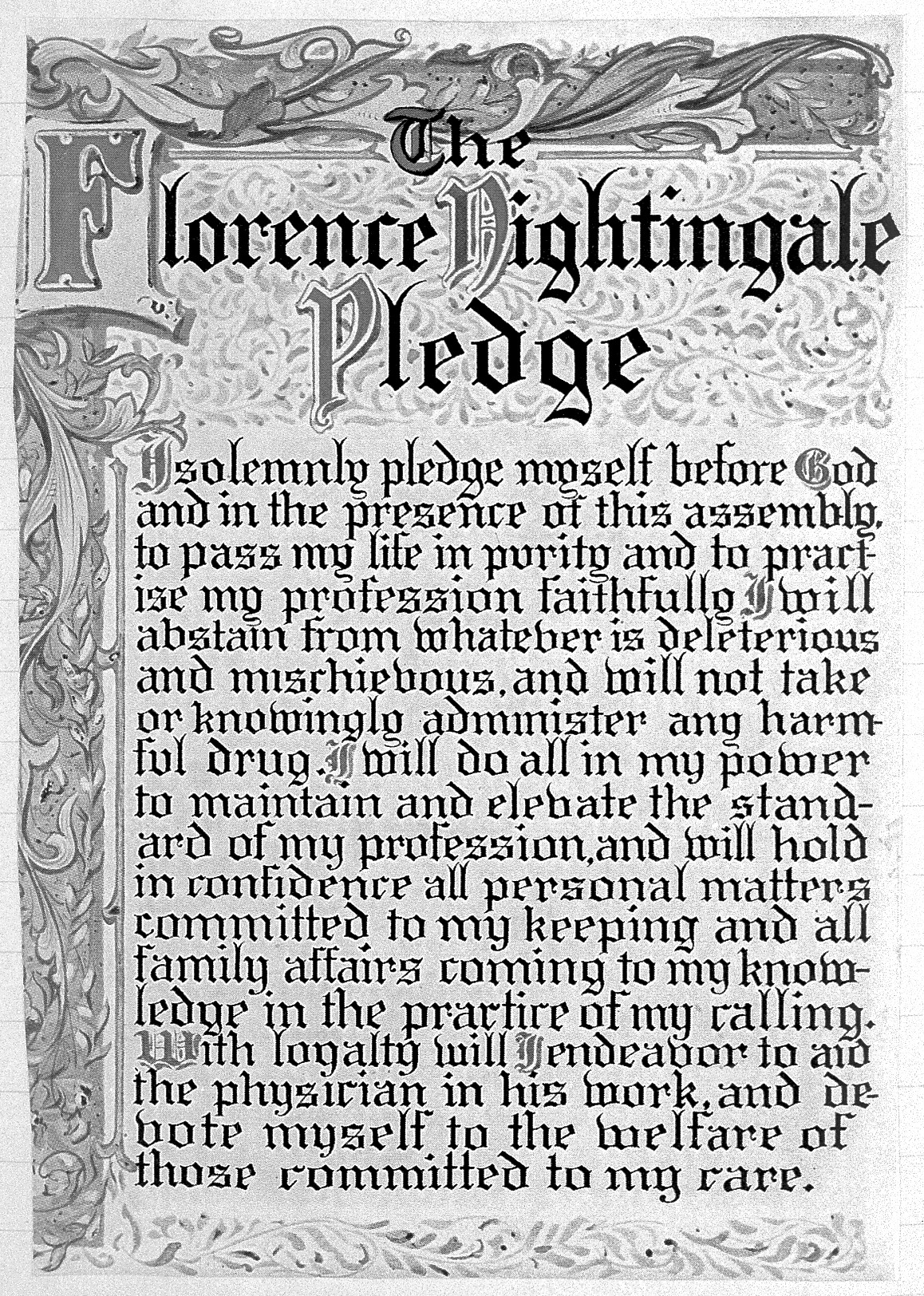
Клятва Найтінгейл

### Музеї та пам'ятники

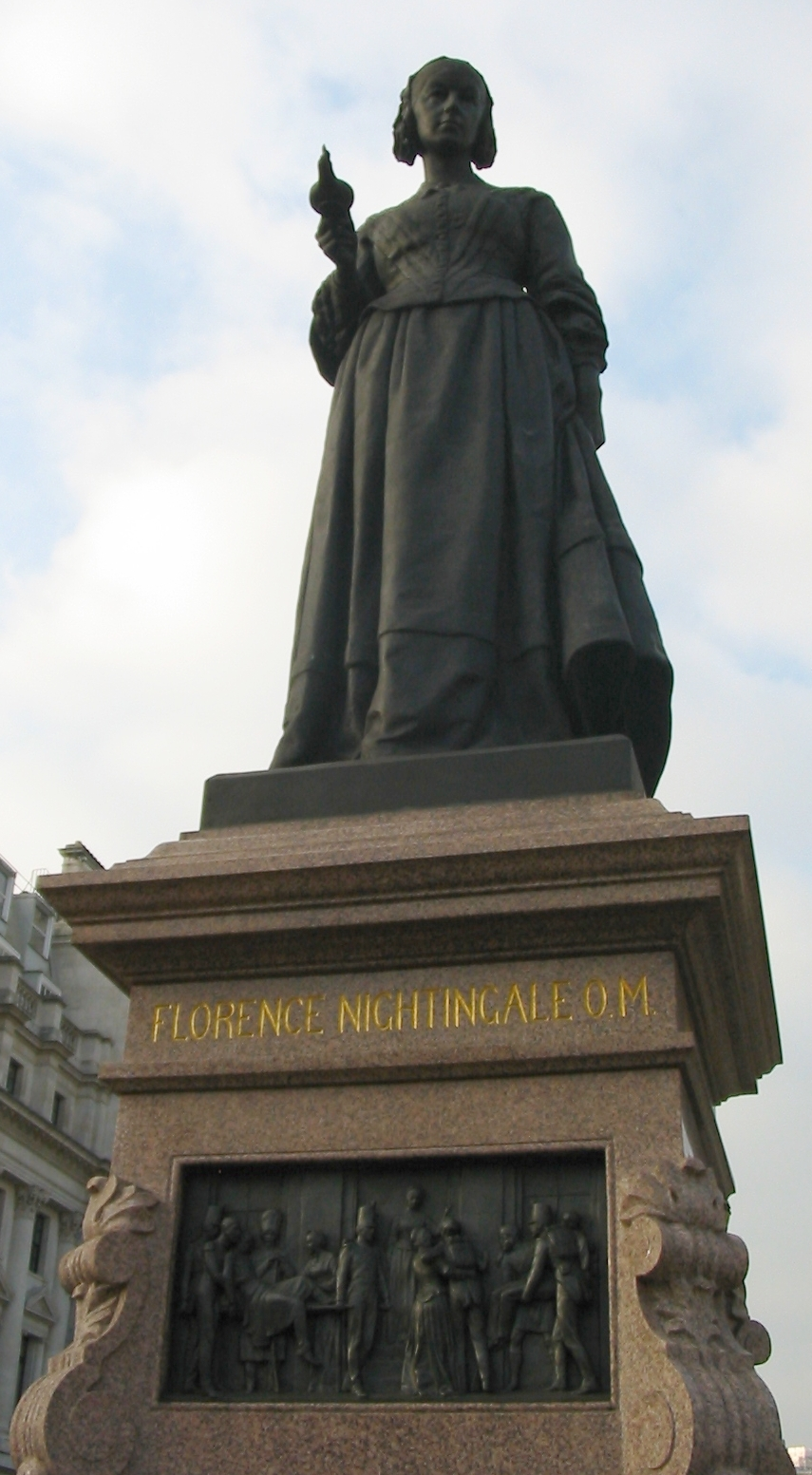
Пам'ятник Найтінгейл роботи Артур Джордж Вокер на площі Ватерлоо, Лондон

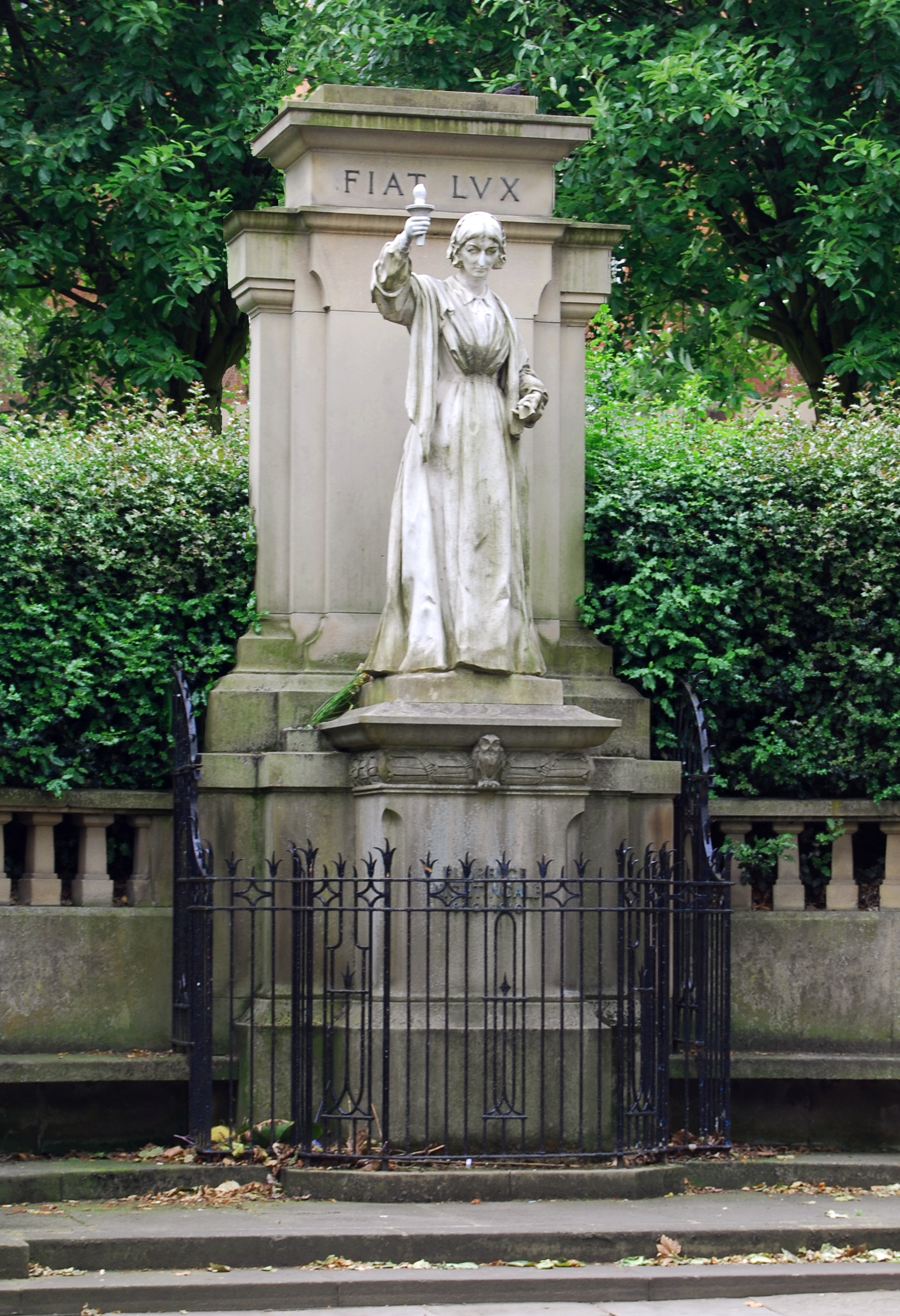
Статуя Флоренс Найтінгейл, Лондонська дорога (Шеффілд), Дербі

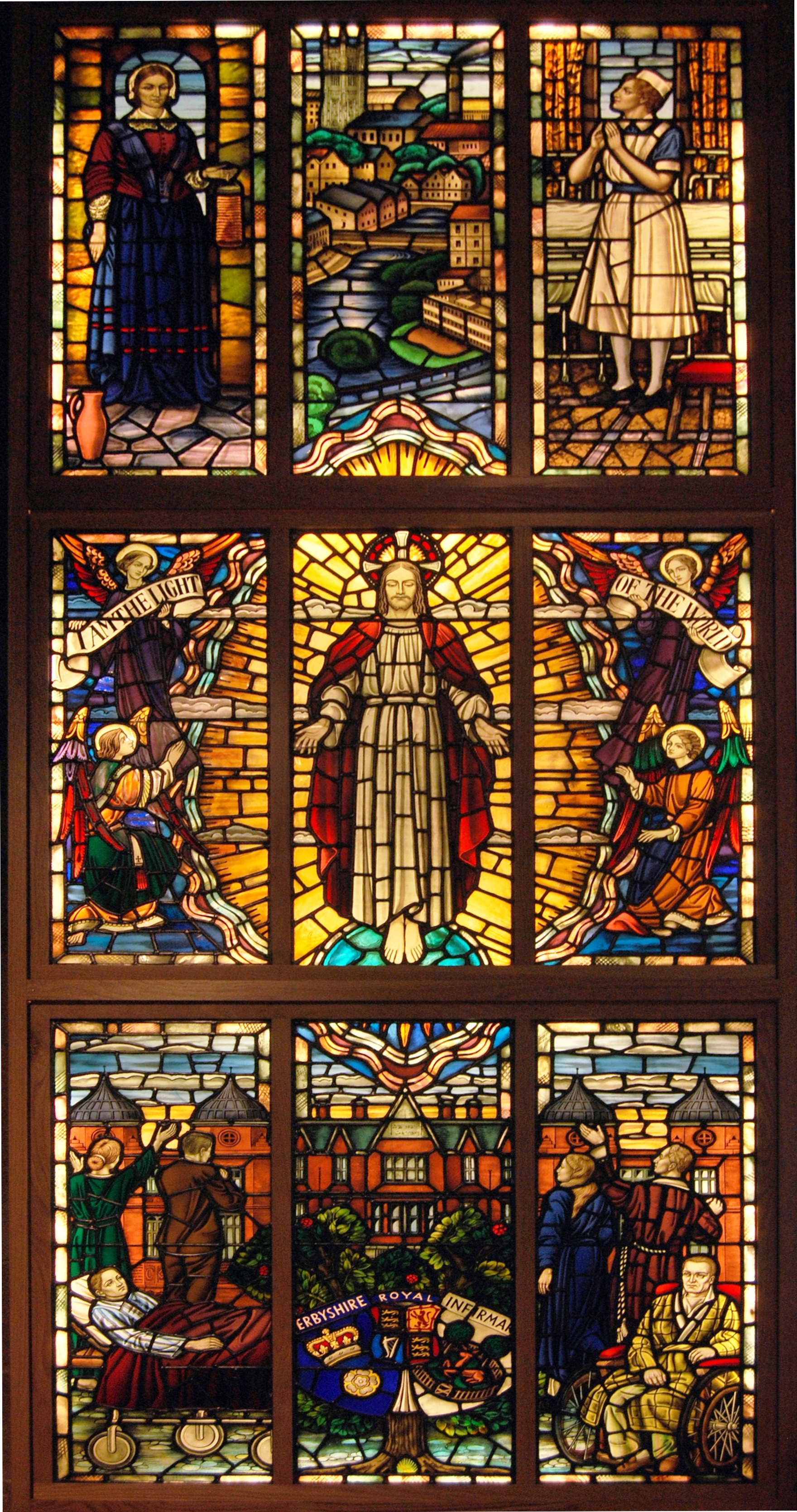
Вітраж із зображенням Флоренс Найтінгейл, спочатку розміщений у каплиці Дербіширського Королівського Лазарету, а тепер перенесений до Церква Святого Петра, Дербі та знову освячений 9 жовтня 2010 року

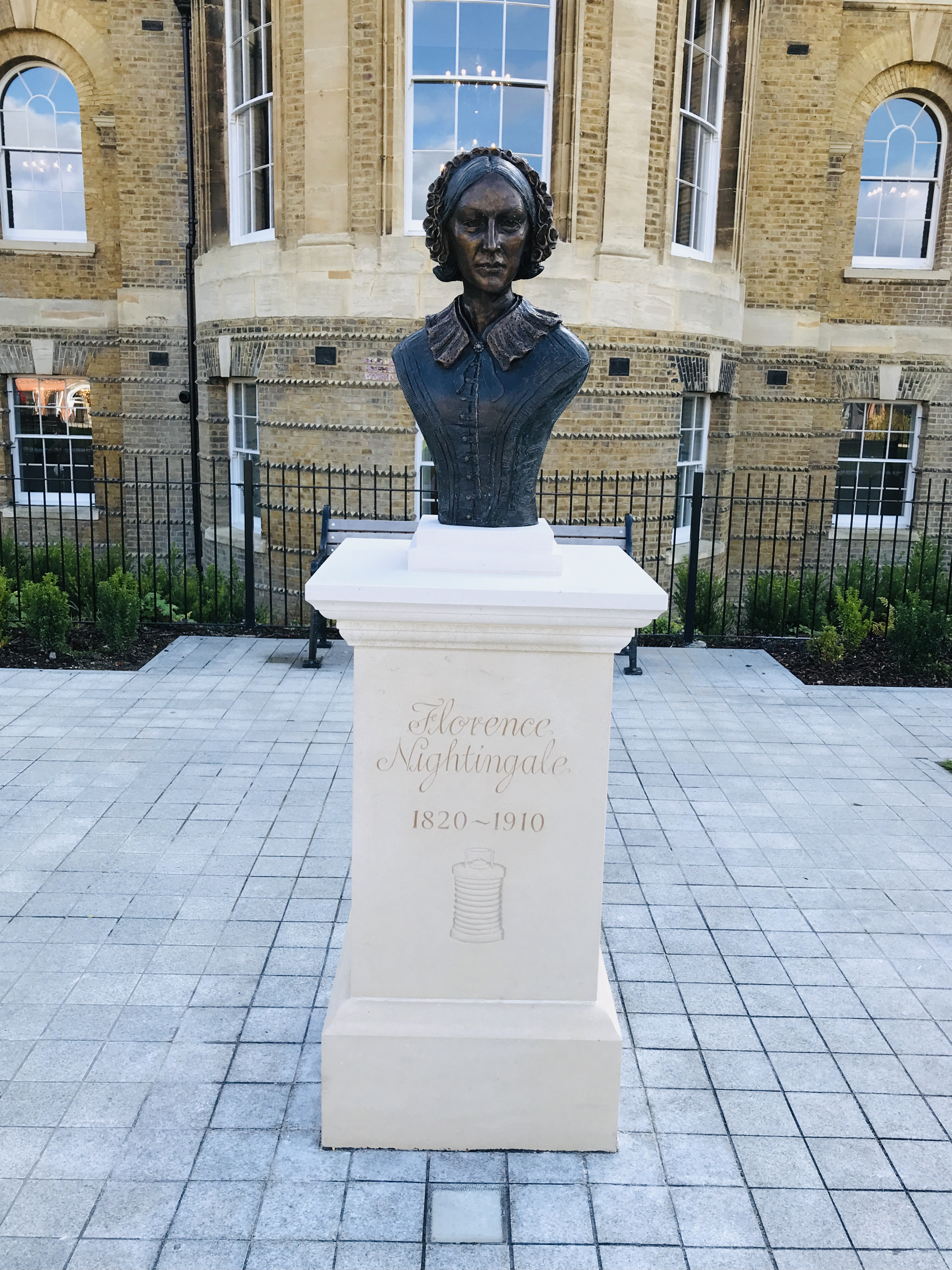
Бюст Найтінгейл відкрито в Кембріджський військовий госпіталь в Олдершоті у 2021 році

### Банкноти та монети

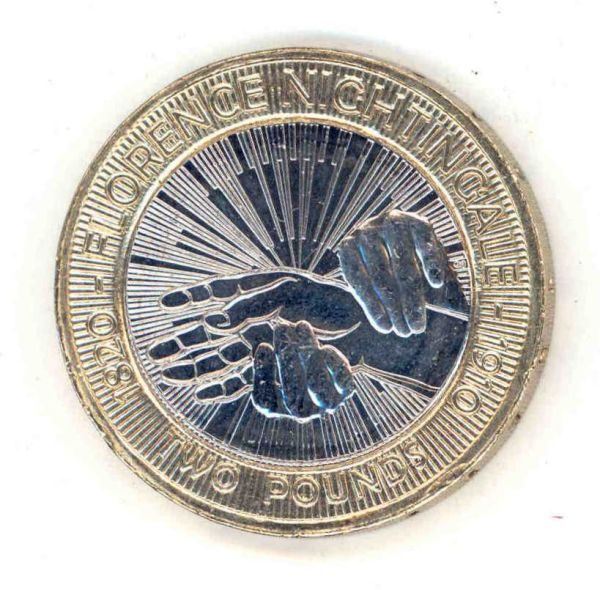
Монета номіналом Пам'ятні монети Великобританії, випущена у 2010 році на честь Найтінгейл та сестринської справи.

### Біографії

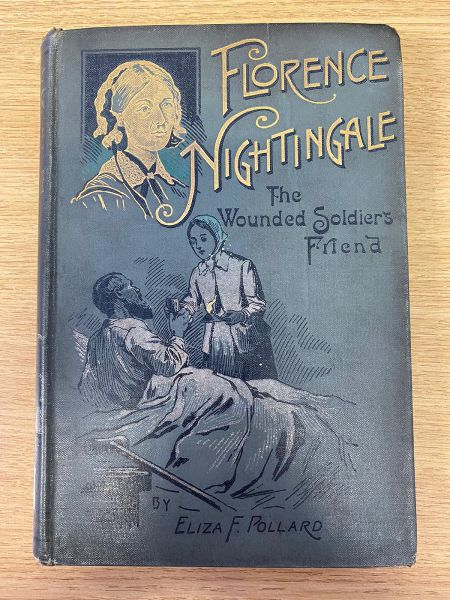
Подруга пораненого солдата Елізи Поллард, опублікована в 1894 році

### Інше

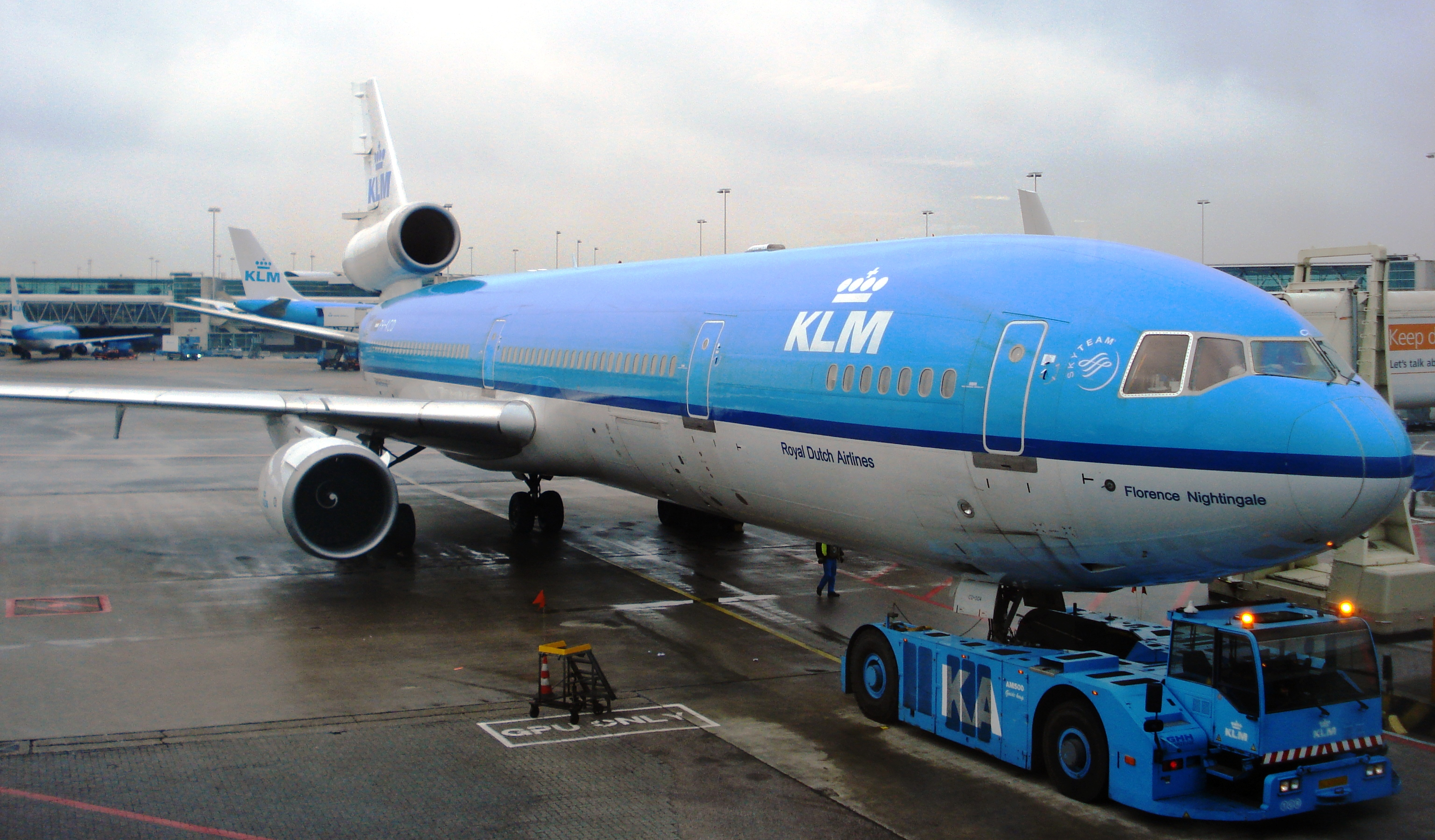
KLM MD-11, реєстраційний номер PH-KCD, Флоренс Найтінгейл

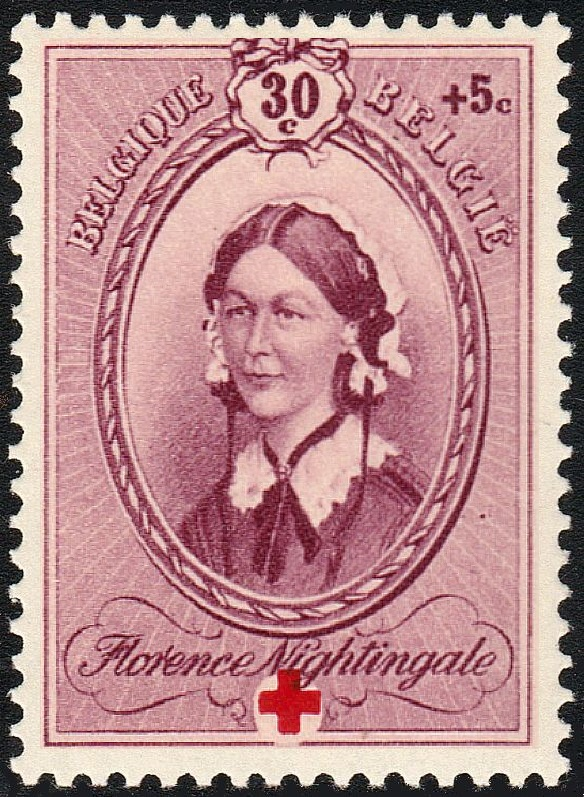
У 1939 році Бельгія випустила поштово-благодійну марку на честь Найтінгейл на знак визнання її роботи з Червоним Хрестом під час перебування в Бельгії